# Show Dancer
|  | Denne artikel er oprettet af botten Steenthbot ud fra en ekstern database. Den kan derfor have sproglige fejl eller mangler. Denne skabelon kan fjernes efter kontrol af indholdet. |

Show Dancer er en dansk dokumentarfilm fra 2020 instrueret af Laurits Flensted-Jensen.

## Handling
Lasse er showdanser og elsker euforien i rampelyset. For 15 år siden var han kendt som ‘Laze’, en stepdansende popstjerne med singlehittet ‘Steppin out’. Siden da har hans liv været en skizofren rutsjebanetur med dans, stoffer og fængselsophold. Nu skal Lasse i fængsel igen, og han har besluttet sig for at dette skal være den sidste tur. Lasse vil én gang for alle klippe snoren til sit kaotiske liv, hvor drømmen om en familie er ved at blive kvalt af dødstrusler og jagten på intensitet.